# أولني

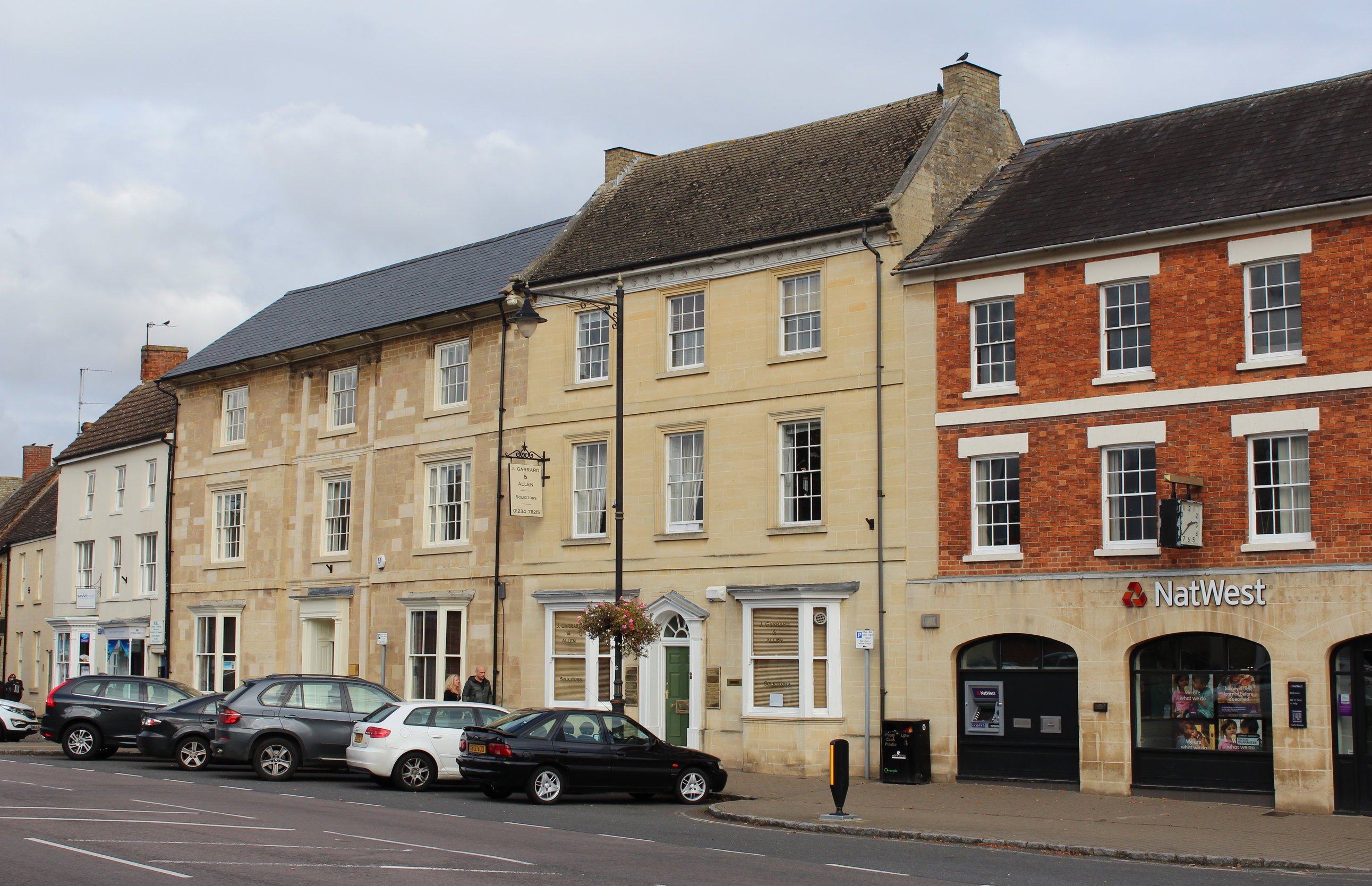

أولني (بالإنجليزية: Olney) هي مدينة تجارية وأبرشية في منطقة ميلتون كينز في إنجلترا، يبلغ عدد سكانها حوالي 6,000 نسمة وهي أيضاً جزء من مقاطعة باكينغهامشير.
تقع على نهر أوس الكبير، وهي على مسافة قريبة جداً من الحدود مع بيدفوردشير ونورثهامبتونشاير وعلى بعد مسافة قصيرة من : نورثهامبتون، بيدفورد، وميلتون كينز مع سهولة الوصول إلى خط م1 السريع في مفرق 14 (ما يقرب من سبعة أميال).ترتبط بلندن عن طريق القطار السريع من وسط ميلتون كينز أو بيدفورد (كل منها يبعد 12 ميلا). وهي مقصد سياحي شهير ومعروفة أكثر بسباق أولني للفطائر ومن ترانيم أولني بقلم وليام كاوبر ونيوتن جون.

## أعلام
- ألبرت وايز